# Иллюзия обмана 3
«Иллюзия обмана 3» (англ. Now You See Me: Now You Don't) — запланированный к скорому выпуску художественный фильм в жанре триллер-ограбление, режиссёром которого является Рубен Флейшер, а сценарий написан Сетом Грэм-Смитом в соавторстве с Нилом Уайденером и Гэвином Джеймсом. Съёмки проходили в Нью-Йорке, Париже, Будапеште и Антверпене с мая по ноябрь 2024 года. Ожидается, что фильм выйдет в прокат в США 14 ноября 2025 года. В России фильм выйдет 13 ноября 2025 года.

## Сюжет
Четыре Всадника снова собрались вместе, чтобы завербовать трёх талантливых иллюзионистов для аферы — похитить самый крупный в мире королевский алмаз у криминального семейного клана.

## В ролях
| Актёр            | Роль                |
| ---------------- | ------------------- |
| Марк Руффало     | Дилан Родс (Шрайк)  |
| Джесси Айзенберг | Джей Дэниел Атлас   |
| Вуди Харрельсон  | Меррит Маккинни     |
| Айла Фишер       | Хенли Ривз          |
| Дэйв Франко      | Джек Уайлдер        |
| Лиззи Каплан     | Лула Мэй            |
| Морган Фримен    | Таддеуш Брэдли      |
| Дэниел Рэдклифф  | Уолтер Мэбри        |
| Доминик Сесса    | Боско               |
| Джастис Смит     | Чарли               |
| Розамунд Пайк    | Вероника Вандерберг |
| Ариана Гринблатт | Джун                |

## Производство
В мае 2015 года генеральный директор Lionsgate Джон Фелтхеймер объявил о начале работы над третьей частью франшизы. В апреле 2016 года стало известно, что режиссёром фильма станет Джон Чу, а сценарий будут писать Нил Уайденер и Гэвин Джеймс. К проекту также присоединились продюсеры Боб Коэн, Алекс Курцман и Джеб Броди. Кроме того, было подтверждено участие Бенедикта Камбербэтча в одной из второстепенных ролей.
В апреле 2020 года сценаристом финальной версии стал Эрик Уоррен Сингер. В сентябре 2022 года Рубен Флейшер сменил Джона Чу на посту режиссёра, а Сет Грэм-Смит приступил к созданию новой версии сценария. В ноябре 2023 года фильм получил официальное название, а основные съёмки начались весной 2024 года. В то же время Джесси Айзенберг подтвердил своё участие в новом фильме. В апреле 2024 года на CinemaCon представитель Lionsgate объявил о начале активного производства. В актёрский состав также вошли Айла Фишер, Джастис Смит, Доминик Сесса и Ариана Гринблатт. В мае 2024 года к проекту присоединилась Розамунд Пайк.
Производством занимается студия Secret Hideout в партнёрстве с The District и Lionsgate.

### Съёмки
Съёмки начались в мае 2024 года в Нью-Йорке. В июле они продолжились в Будапеште, оператором стал Джордж Ричмонд. Также съёмки проходили в Париже, Антверпене и Бельгии. Съёмки завершились 18 ноября 2024 года.

## Премьера
Планируемая дата премьеры в США — 14 ноября 2025 года, спустя 9 лет после выхода второй части.

## Продолжение
1 апреля 2025 года на CinemaCon было подтверждено, что четвёртая часть находится в разработке, а Рубен Флейшер снова станет режиссёром.